# Liste du patrimoine culturel immatériel de l'humanité au Kirghizistan
Cet article recense les pratiques inscrites au patrimoine culturel immatériel au Kirghizistan.

## Statistiques
Le Kirghizistan ratifie la convention pour la sauvegarde du patrimoine culturel immatériel le 6 novembre 2006. La première pratique protégée est inscrite en 2008.
En 2023, le Kirghizistan compte 15 éléments inscrits au patrimoine culturel immatériel, 13 sur la liste représentative, un nécessitant une sauvegarde urgente et un sur le registre des meilleures pratiques de sauvegarde.

## Listes

### Liste représentative
Les éléments suivants sont inscrits sur la liste représentative du patrimoine culturel immatériel de l'humanité :
| Élément | Type | Subdivision | Année | Lien  | Notes | Illus. |
| --- | --- | ----------- | ----- | ----- | --- | ------ |
| L'art des Akyn, conteurs épiques Kirghiz                                                                                                   | arts du spectacle |             | 2008  | 00065 | |        |
| Manas, Semetey, Seitek : trilogie épique kirghize                                                                                          | traditions et expressions orales arts du spectacle |             | 2013  | 00876 | |        |
| Connaissances et savoir-faire traditionnels liés à la fabrication des yourtes kirghizes et kazakhes (habitat nomade des peuples turciques) | savoir-faire liés à l'artisanat traditionnel |             | 2014  | 00998 | Partagé avec le Kazakhstan |        |
| L'aitysh/aitys, art de l'improvisation | traditions et expressions orales pratiques sociales, rituels et événements festifs arts du spectacle                                                                                             |             | 2015  | 00997 | Partagé avec le Kazakhstan |        |
| La culture de la fabrication et du partage de pain plat Lavash, Katyrma, Jupka, Yufka                                                      | pratiques sociales, rituels et événements festifs |             | 2016  | 01181 | Partagé avec l'Azerbaïdjan, l'Iran, le Kazakhstan et la Turquie |        |
| Nawrouz, Novruz, Nowrouz, Nowrouz, Nawrouz, Nauryz, Nooruz, Nowruz, Navruz, Nevruz, Nowruz, Navruz                                         | pratiques sociales, rituels et événements festifs |             | 2016  | 02097 | Partagé avec l'Afghanistan, l'Azerbaïdjan, l'Inde, l'Irak, l'Iran, le Kazakhstan, l'Ouzbékistan, le Pakistan, le Tadjikistan, le Turkménistan et la Turquie Étendu en 2024 à la Mongolie |        |
| Le kok-boru, jeu équestre traditionnel | pratiques sociales, rituels et événements festifs |             | 2016  | 01294 | |        |
| L'artisanat de l'ak-kalpak, connaissances et savoir-faire traditionnels liés à la fabrication et au port du chapeau masculin kirghiz       | savoir-faire liés à l'artisanat traditionnel |             | 2019  | 01496 | |        |
| Le jeu traditionnel d’intelligence et de stratégie: Togyzqumalaq, Toguz Korgool, Mangala/Göçürme                                           | traditions et expressions orales les pratiques sociales, rituels et événements festifs connaissances et pratiques concernant la nature et l’univers savoir-faire liés à l’artisanat traditionnel |             | 2020  | 01597 | Partagé avec le Kazakhstan et la Turquie |        |
| La fauconnerie, un patrimoine humain vivant                                                                                                | connaissances et pratiques concernant la nature et l’univers |             | 2021  | 01708 | Partagé avec l'Allemagne, l'Arabie saoudite, l'Autriche, la Belgique, la Corée du Sud, la Croatie, les Émirats arabes unis, l'Espagne, la France, la Hongrie, l'Irlande, l'Italie, le Kazakhstan, le Maroc, la Mongolie, le Pakistan, les Pays-Bas, la Pologne, le Portugal, le Qatar, la Syrie et la Tchéquie |        |
| La tradition du récit des anecdotes de Nasreddin Hodja / Molla Nesreddin / Molla Ependi / Apendi / Afendi Kozhanasyr / Nasriddin Afandi    | traditions et expressions orales pratiques sociales, rituels et événements festifs |             | 2022  | 01705 | Partagé avec l'Azerbaïdjan, le Kazakhstan, l'Ouzbékistan, le Tadjikistan, le Turkménistan et la Turquie |        |
| L'elechek (en), la coiffe des femmes kirghizes : rituels et connaissances traditionnels                                                    | pratiques sociales, rituels et événements festifs savoir-faire liés à l'artisanat traditionnel                                                                                                   |             | 2023  | 01985 | |        |
| La maïeutique : connaissances, savoir-faire et pratiques                                                                                   | connaissances et pratiques concernant la nature et l'univers |             | 2023  | 01968 | Partagé avec l'Allemagne, Chypre, la Colombie, le Luxembourg, le Nigeria, la Slovénie et le Togo |        |

### Patrimoine immatériel nécessitant une sauvegarde urgente
Le Kirghizistan compte un élément listé sur la liste du patrimoine immatériel nécessitant une sauvegarde urgente :
| Élément                                                                            | Type                                         | Subdivision | Année | Lien  | Notes | Illus. |
| ---------------------------------------------------------------------------------- | -------------------------------------------- | ----------- | ----- | ----- | ----- | ------ |
| L'ala-kiyiz (en) et le chirdak (en), l'art du tapis traditionnel kirghiz en feutre | savoir-faire liés à l’artisanat traditionnel |             | 2012  | 00693 |       |        |

### Registre des meilleures pratiques de sauvegarde
Le Kirghizistan compte un élément sélectionné au registre des meilleures pratiques de sauvegarde :
| Élément                                                                   | Type | Subdivision | Année | Lien  | Notes | Illus. |
| ------------------------------------------------------------------------- | --- | ----------- | ----- | ----- | ----- | ------ |
| Les jeux nomades, redécouverte du patrimoine, célébration de la diversité | arts du spectacle pratiques sociales, rituels et événements festifs savoir-faire liés à l’artisanat traditionnel |             | 2021  | 01738 |       |        |